# 喬治·F·R·艾利斯
喬治·弗朗西斯·雷納·艾利斯（英語：George Francis Rayner Ellis, FRS, Hon. RSSAf，1939年8月11日—）是南非開普敦大學數學與應用數學系的榮譽退休教授，專長於複雜系統研究。他與劍橋大學的著名物理學家史蒂芬·霍金共同撰寫了1973年出版的《時空的大尺度結構》，並被視為全球頂尖的宇宙學理論家之一。從1989年至1992年，他曾擔任國際廣義相對論與引力學會的會長，並且曾任國際科學與宗教學會的主席。此外，他也是南非國家研究基金會的A級研究員。
艾利斯是一位活躍的貴格會信徒，在1970年代和1980年代南非國民黨執政時期，他公開反對種族隔離制度。同時，他在這段期間將研究重心轉向宇宙學的哲學層面，並因此於2004年榮獲鄧普頓獎。

## 外部連結
- 艾利斯的部分已發表論文 （页面存档备份，存于）
- George Ellis's web page 的存檔，存档日期3 February 2019.
- Professor George Ellis: a man of many parts （页面存档备份，存于）, Cape Argus, 18 March 2004
- George Ellis's scientific work as listed at SPIRES[永久]
- Interview with George Ellis (Recorded June 2004)，存档于（存檔日期 1 April 2013） on Speaking of Faith with Krista Tippett (transcript 的存檔，存档日期30 December 2016.)
- George Ellis extended interview with transcript for the 'Why Are We Here?' documentary series （页面存档备份，存于）.